# Сеидниязов, Мурад
Мурад Сеидния́зов (туркм. Мырат Сейитныязов; Moerad Seidnijazov; 1915—1981) — советский туркменский актёр и режиссёр. Народный артист Туркменской ССР (1955).

## Биография
Родился в 1915 году. Актёр и режиссёр Туркменского ГАДТ имени И. В. Сталина. Переводил на туркменский язык пьесы А. Н. Островского, К. Гольдони.

## Фильмография
- 1948 — Далёкая невеста — почтальон Мерген
- 1954 — Сын пастуха — художник Берды
- 1955 — Хитрость старого Ашира — парикмахер Джумар

## Награды и премии
- народный артист Туркменской ССР (1955)
- Сталинская премия третьей степени (1951) — за постановку спектакля «Семья Аллана» Г. Мухтарова на сцене Туркменского ГАДТ имени И. В. Сталина